# Wachtberg (Goldberggruppe)
Der Wachtberg ist ein 1931 m ü. A. hoher Berg in der Goldberggruppe der Zentralalpen im österreichischen Bundesland Salzburg.

## Lage und Umgebung
Der Gipfel des Wachtbergs erhebt sich an der Grenze zwischen den Gemeinden Bad Hofgastein und Dorfgastein. Im Tal zwischen dem Wachtberg und dem Jedlkopf hat der Luggauer Bach seinen Ursprung. An den Osthängen des Wachtbergs entspringt der Breitenberger Mühlbach, ein linksseitiger Nebenbach der Gasteiner Ache.
An den nordöstlichen Berghängen steht das Gasthaus Grabnerhof in der Ortschaft Breitenberg. Almen am Wachtberg sind die Gröbner-Heimalm und die Kompberg-Heimalm im Nordosten, die Feichteralm im Osten, die Alm der Wasserebenhütte im Südosten sowie die Walchalm im Westen. Über die Walchalm führt der Weitwanderweg Salzburger Almenweg.

## Geologie
Der Gipfelbereich und die nordöstlichen Hänge des Wachtbergs sind von Marmor, Phyllit und Kalkglimmerschiefer des Tauernfensters (Penninikum) geprägt. Daran schließt im Süden Prasinit an.

## Fauna und Flora
Im Gipfelbereich erstreckt sich die Gamswild-Ruhezone Hohe Scharte, die von 1. Dezember bis 31. Mai nicht betreten werden darf. Am Südhang liegt die Rotwild-Ruhezone der Biberalm, in der von 1. November bis 31. Mai kein Zutritt erlaubt ist. Etwas unterhalb des felsigen Gipfels finden sich Fichten-Blockwälder und Grünerlen-Buschwälder.

## Kultur
Der Wachtberg-Pass ist eine der zahlreichen Krampus-Gruppen („Passen“) des Gasteinertals. Er bestand zunächst von 1992 bis 1994 und wurde 2006 neu gegründet. Er ist in der Gemeinde Bad Hofgastein aktiv.